# Energy (Tommy Bolin)
Energy è una raccolta di brani precedentemente inediti del musicista statunitense Tommy Bolin, pubblicata nel 1999. Il materiale incluso nella raccolta proviene da sessioni radiofoniche e bootleg registrati nei primi anni settanta, quando Bolin suonava in un proprio gruppo chiamato "Energy", che però si sciolse senza incidere alcun album; sono rappresentati numerosi generi musicali, inclusi rock psichedelico, blues, hard rock (Heartlight, Miss Christmas) e jazz (Naked Edge).
Alcuni dei brani degli Energy presenti in questa raccolta furono rielaborati negli anni successivi da Bolin; per esempio, Red Skies e Got No Time for Trouble furono pubblicati dal successivo gruppo di Bolin, i James Gang, mentre Dreamer divenne la title track del suo primo album solista.

## Tracce
1. Red_Skies – 8:07
2. Heartlight – 4:21
3. Hok-O-Hey – 7:17
4. Got No Time For Trouble – 4:58
5. Limits – 4:49
6. Eyes Of Blue – 2:56
7. Dreamer – 5:05
8. Miss Christmas – 4:15
9. Naked Edge – 14:13
10. Sky Sail – 5:25

## Musicisti
- Tommy Bolin: chitarra
- Jeff Cook: voce, armonica a bocca
- Tom Stephenson: tastiere, voce su Limits
- Stanley Sheldon: basso
- Bobby Berge: batteria